# 허둥구 (톈진시)

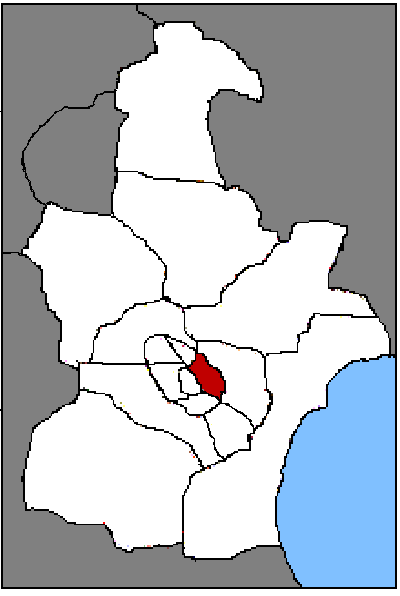
허둥구의 위치

허둥구(한국어: 하동구, 중국어: 河东区, 병음: Hédōng Qū)는 중화인민공화국 톈진시의 시할구이다. 넓이는 39km2이고, 인구는 2007년 기준으로 710,000명이다.

## 행정 구역
13개 가도를 관할한다.
- 가도: 大王庄街道, 大直沽街道, 中山门街道, 富民路街道, 二号桥街道, 春华街道, 唐家口街道, 向阳楼街道, 常州道街道, 上杭路街道, 东新街道, 鲁山道街道, 铁厂街道